# Persecución a los coptos

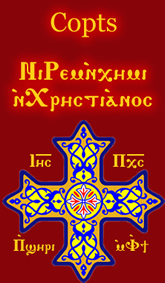
Cruz copta modificada

La persecución y discriminación contra los cristianos coptos ortodoxos son cuestiones históricas y generalizadas en Egipto. También son ejemplos destacados de la mala situación de los cristianos en el Medio Oriente a pesar de que la religión es originaria de esa zona y sus prácticas son antiguas en el país y se remontan a la era romana. Los coptos (copto: ⲟⲩⲣⲉⲙ'ⲛⲭⲏⲙⲓ 'ⲛ'Ⲭⲣⲏⲥⲧⲓ'ⲁⲛⲟⲥ ou Remenkīmi en.E khristianos, literalmente: "cristianos egipcios") son los seguidores de Cristo en Egipto, generalmente ortodoxos orientales, que actualmente representan el 10% la población de Egipto, la minoría religiosa más grande de ese país. 

## Descripción
Los coptos han citado casos de persecución a lo largo de su historia y Human Rights Watch ha observado una "creciente intolerancia religiosa" y violencia sectaria contra los cristianos coptos en los últimos años, así como el fracaso del gobierno egipcio a la hora de investigar de forma adecuada y procesar a los responsables. Sin embargo, como la violencia política es común, muchas iglesias creen que los ataques contra la iglesia no son declaraciones religiosas, sino declaraciones políticas. Desde 2011, cientos de coptos egipcios han muerto en enfrentamientos sectarios y muchas casas, iglesias y negocios han sido destruidos. En solo una provincia (Minya), la Iniciativa Egipcia por los Derechos Personales ha documentado 77 casos de ataques sectarios contra coptos entre 2011 y 2016. El secuestro y la desaparición de mujeres y niñas cristianas coptas también sigue siendo un problema grave y persistente.

## Defensores de los coptos
Antes de abandonar Egipto, el Dr. Mohamed El Ghanem era conocido por defender los derechos de los cristianos egipcios (coptos), que sufrían la prohibición del presidente Hosni Mubarak de construir iglesias. Según el periodista Robert Fisk, la defensa del Dr. El Ghanem de los cristianos coptos lo convirtió en una "espina clavada en el costado del régimen de Mubarak". 